# Utvecklingsbiologi
| Utvecklingsbiologi |
| --- |
| - Subdiscipliner – Evolutionär utvecklingsbiologi, Embryologi, Genetik, Regenerativ medicin - Fenomen – Celldelning, Celldifferentiering, Stamceller, Morfogenes, Celldelning, Regeneration, Apoptos - Modellarter – Mus, Höna, Bananfluga, Caenorhabditis elegans, Zebrafisk |

Utvecklingsbiologi är den vetenskapsgren inom biologin och biovetenskaperna som studerar hur organismerna befruktas, växer, föds och utvecklas. Modern utvecklingsbiologi studerar hur organismens genotyp utmynnar i dess fenotyp, det vill säga hur instruktionerna i arvsmassan tillsammans med miljöfaktorer styr bildningen och utformningen av organismens fysiska skepnad. Generna styr utvecklingen genom att kontrollera celldelning, celldifferentiering, mönsterbildning, morfogenes och tillväxt. Traditionellt har utvecklingsbiologi ofta kallats för embryologi, som dock avser den inriktning inom utvecklingsbiologin som specifikt studerar organismerna från encellsstadiet till det embryonala stadiets slut, medan utvecklingsbiologi inbegriper även den postembryonala delen av livscykeln. Därtill syftar utvecklingsbiologi ofta på zoologisk utvecklingsbiologi, det vill säga läran om djurens utvecklingsbiologi. Embryologi var fram till 1900-talet en nästan helt beskrivande (deskriptiv) vetenskap med tyngdpunkt på embryonal morfologi, men moderna molekylärbiologiska metoder har hjälpt att kartlägga de molekylära och cellulära mekanismerna under utvecklingen.
Det besläktade fältet evolutionär utvecklingsbiologi, populärt ofta kallat evo-devo (efter den engelska termen evolutionary developmental biology) kom till på 1990-talet, och är en syntes av fynd från molekylär utvecklingsbiologi och evolutionsbiologi. Evo-devo studerar mångfalden av organismer och skillnaderna mellan dem i evolutionär kontext.
Utvecklingsbiologiska upptäckter kan ge en bas för förståelse av olika typer av fel i utvecklingsprocessen, exempelvis kromosomrubbningar såsom Downs syndrom. Kunskap om hur celler specialiserar sig under skapandet av ett embryo (embryogenesen) kan ge information om hur stamceller kan differentieras till specifika vävnader, vilket kan användas medicinskt. En viktig biologisk process som inträffar bland annat under organismens utveckling är apoptos, programmerad celldöd. Av detta skäl används många olika modeller för organismens utveckling för att kasta ljus över apoptosens fysiologi och de molekylära mekanismerna bakom den.

## Utvecklingshändelser

### Celldifferentiering

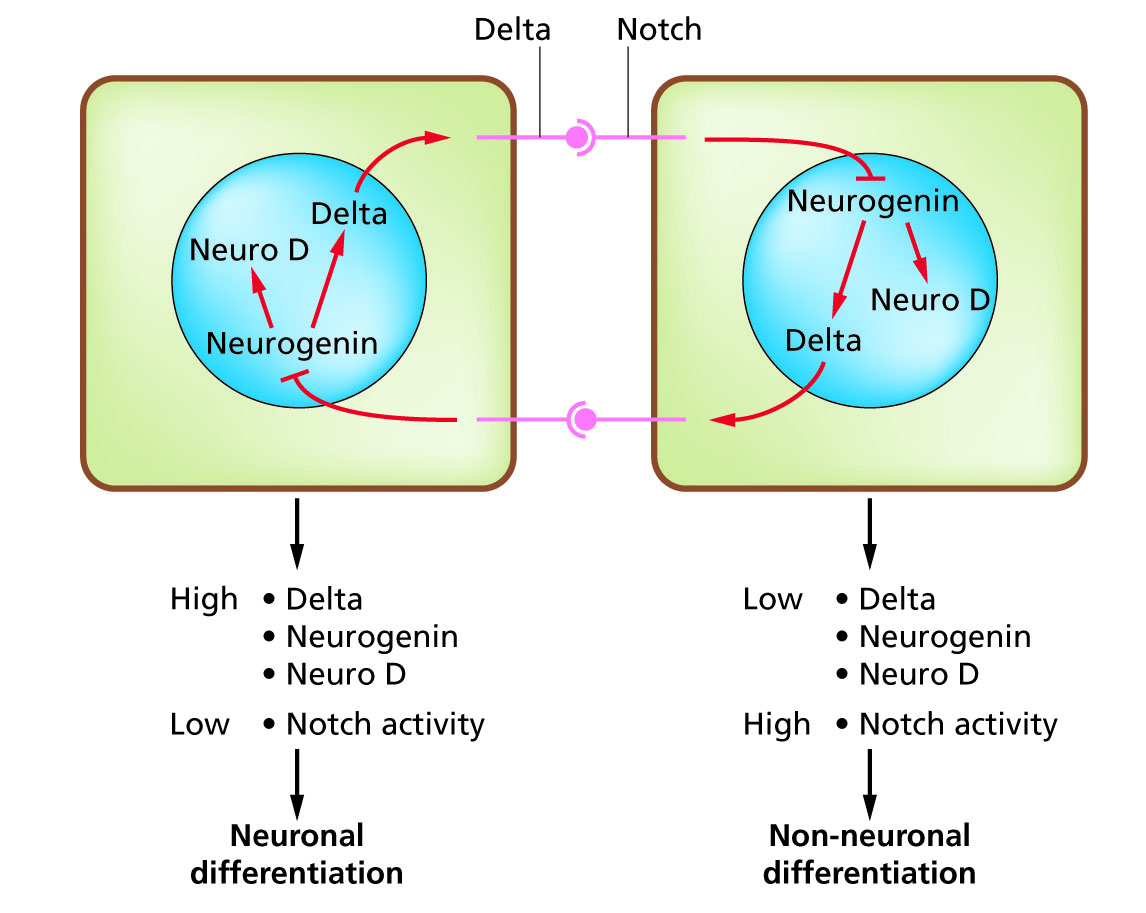
Systemet Notch-delta i neurogenesen.(Slack Essential Dev Biol Fig 14.12a)

Celldifferentiering Celldifferentiering är den process som gör att celler blir olika, trots att de har samma genetiska utgångsmaterial och tillhör samma organism. När äggcellen befruktas sker celldelning och celldifferentiering som leder till olika celltyper. I många flercelliga organismer finns det olika sorters celler, som kan skilja sig väldigt mycket i utseende och funktion. Jämför till exempel en nervcell med en hudcell. Det är ännu inte fullt kartlagt hur celldifferentieringen regleras.

### Celldelning
Celldelning är den process som ligger till grund för alla levande organismers förökning. Vid celldelningen omvandlas en cell till två celler. Man brukar skilja på tre huvudtyper av celldelning: 
1. Celldelning hos prokaryoter (binär fission).
2. Mitos (vanlig celldelning) hos eukaryoter.
3. Meios (celldelning som producerar könsceller) hos eukaryoter.

## Embryonalutvecklingen

### Människan

#### Tidig utveckling

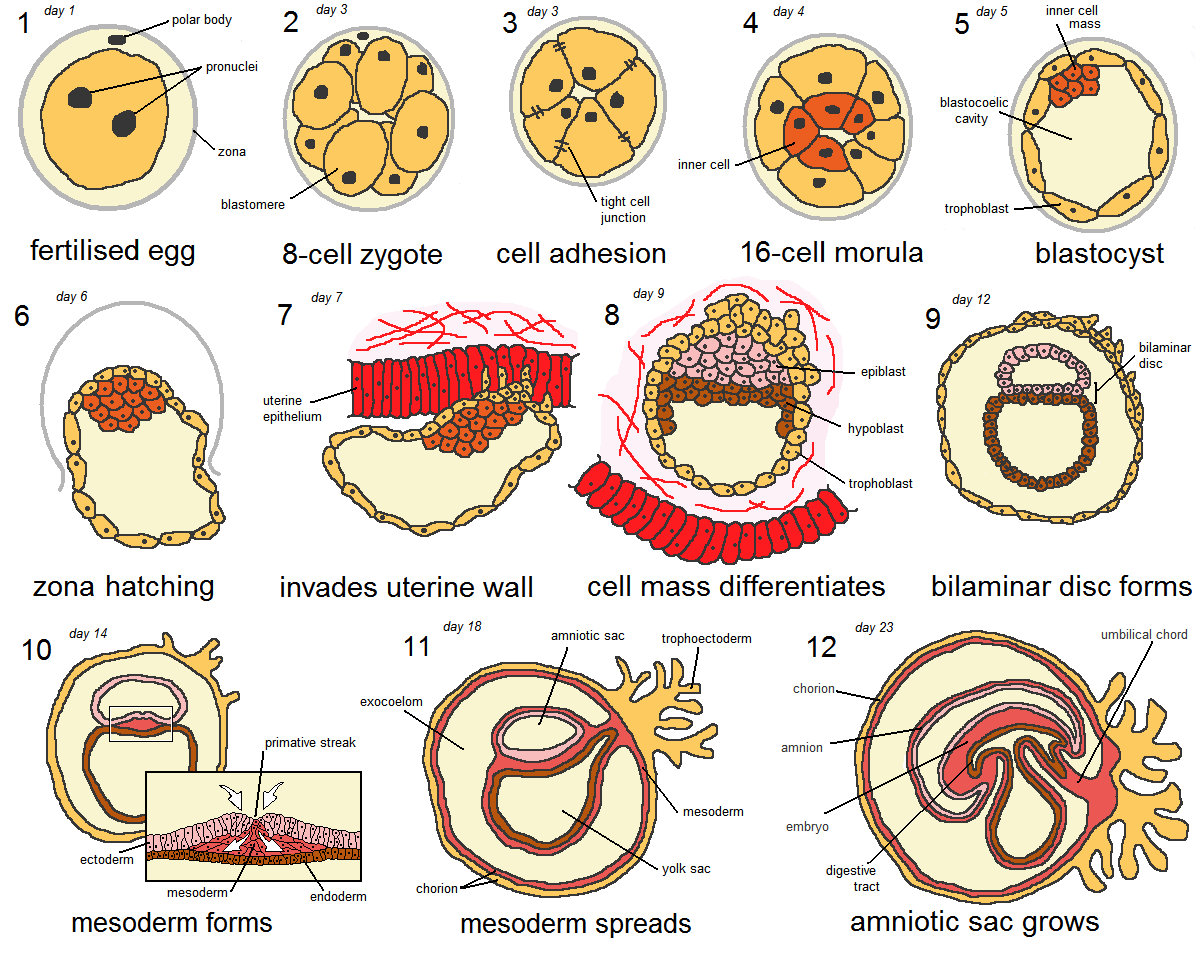
Människans fosterutveckling från dag 1 till dag 23.
1: Dag 1 - Ett befruktat ägg.
2: Dag 2 - En 8-cellig zygot.
3: Dag 3
4: Dag 4 - En 16-cellig morula.
5: Dag 5 - En blastocyst.
6: Dag 6 - Kläckning.
7: Dag 7 - Blastocycysten tränger in i livmoderväggen.
8: Dag 9
9: Dag 12
10: Dag 14
11: Dag 18
12: Dag 23 - fosterhinnorna växer

Befruktning sker när äggcell och spermiehuvud förenas, detta sker normalt högst upp i moderns äggledare. Den befruktade cellen kallas en zygot, som efter cirka 24-30 timmar celldelas för första gången genom mitos. Samtidigt som celldelningar sker så transporteras det ner mot livmodern med hjälp av flimmerhår och muskler.
Efter ett antal celldelningar bildas en cellklump kallad morula, detta sker dag 3-4 efter befruktningen. Ungefär samtidigt kommer den fram till livmodern.
Under dag 4-5 utvecklas en hålighet i cellmassan som gör att morulan övergår till att bli en blastocyst. Blastocysten är ungefär 0,2 mm stor. Blastocysten består av två typer av celler. De yttersta cellerna kallas trofoblaster och kommer att ge upphov till moderkaka och fosterhinnor. De inre cellerna kallas embryoblaster och kommer att bilda embryot. Kring blastocysten finns också ett skal gjort av glykoproteiner. Detta skal måste kläckas innan det befruktade ägget kan fastna i livmoderslemhinnan. Kläckningen sker på ungefär den 6:e dagen efter befruktningen genom att ägget ändrar form så att skalet går sönder, dessutom finns det enzymer i livmodern som hjälper att bryta ner skalet.
Blastocysten börjar växa in i livmoderväggen i en process som kallas implantation. Implantationen börjar dag 6 och slutar mellan dag 10 och 12 efter befruktningen. Trofoblasterna blir fler och bildar som små rötter som förankrar blastocysten.
När blastocysten blivit till en rund skiva med två lager bildar en grupp celler ett tillväxtcentrum mellan lagren. Från detta centrum skickas en cellsträng ut rätt över skivan. Embryot får en ryggsträng eller blivande ryggrad. Huden ovanför hårdnar och veckar sig till ett dike, nervdiket.
Det andra lagret börjar dela upp sig i kroppssegment. Arm- och benknoppar börjar komma fram längs sidorna. När sedan vävnaden inuti kroppen sväller ut får den huden att förtjockas till en list. Denna list kommer senare enligt en bestämd ordning att påverka innervävnader att göra fingrar, tår, underarm, med mera. Om listen blir avbruten kommer den del som den då var i färd med att tillverka saknas eller bli dåligt gjord. Formgivningen av listen tros komma från en viss mall som finns i en geléartad massa, en grundsubstans, som fyller alla mellanrum. Molekylerna i grundsubstansen styr sammanfogningarna av exempelvis näsa och panna.
I tolv strömmar utefter bålens sidor rör sig de celler som ska bli revben. De möts mitt på bröstet där de bildar ett bröstben. Celler som ska bli muskler färdas mellan revbenen och i kroppsväggen nedanför. Embryots yttersta lager celler börjar göra överhud, där det så småningom ska bli hårrötter, talgkörtlar och svettkörtlar.
Embryot gör de första rörelserna omkring graviditetsvecka 7 (det vill säga 5 veckor efter befruktningen).
Embryoperioden hos människor räknas från andra till åttonde veckan, då fosterstadiet inleds.

#### Fosterperioden
Fosterperioden kallas även fetalperioden och startar hos människan i graviditetsvecka 9 (det vill säga 7 veckor efter befruktningen) och pågår fram till födseln.
Vid graviditetsvecka 10 väger fostret ungefär 5 gram. Nästan 50 procent av barnets storlek utgörs nu av huvudet. De flesta organ finns men de behöver utvecklas mer. Fostrets ögon som tidigare suttit långt ut på huvudets sidor har nu hamnat på nästan rätt plats.
I graviditetsvecka 11 har lungorna utvecklats lite och är fulla av fostervatten.
I graviditetsvecka 14 väger fostret ungefär 50 gram och dess matsmältning har kommit igång, fostret sväljer fostervatten. Den genomskinliga huden täcks av små hårstrån.
I graviditetsvecka 17 börjar fostret bilda fosterfett som skyddar dess hud från att blötas upp av fostervattnet.
Från vecka 18 till 20 börjar den gravida kvinnan kunna känna rörelser från fostret.
Efter graviditetsvecka 20 är storleken på fostret mer beroende av arvsanlag än tidigare och skillnaden i storlek hos olika foster ökar efter denna vecka.
Vissa barn som föds i graviditetsvecka 24 överlever men trots stora vårdinsatser så finns det stora risker för skador. Längden från hjässa till häl är då ungefär 30 cm och vikten omkring 600-700 gram.
Näsborrarna börjar öppna sig i graviditetsvecka 25.
I graviditetsvecka 26 kan fostret öppna och stänga ögonen. I denna vecka tränar också fostret sin andning genom att dra in och ut fostervatten i lungorna.
Om barnet skulle födas i graviditetsvecka 28 är chanserna att överleva stora. Vikten är då omkring 1,1 kg och längden cirka 36 cm.
I graviditetsvecka 32 pågår en tillväxtperiod då barnet ökar cirka 200 gram i veckan.
I graviditetsvecka 36 brukar fostret lägga sig med huvudet neråt och sjunka ner, man säger att huvudet fixeras i bäckeningången.
Det är vanligast att barn föds någon gång under graviditetsveckorna 37-42.

#### Fosterdeformationer
Det finns många orsaker till fosterdeformationer. De kan komma såväl av ärftliga faktorer, som av moderns kost och ålder, faderns spermiekvalitet (även den beroende av kost och ålder) och yttre miljöfaktorer så som kraftiga föroreningar av luft, vatten och livsmedel.

#### Kända faktorer från modern
- Ålder. Mödrar över 35 får oftare barn med Downs syndrom.[10]
- Kost. Mödrar med brist på vitamin B12 löper ökad risk att föda barn med nervskador, neuralrörsdefekter, ryggmärgsskador som spina bifida, problem med tillverkningen av röda blodkroppar, skalldeformationer och hjärnskador som senare i livet kan leda till inlärningssvårigheter och depressioner.[11]
- Droger. Mödrar som äter livsmedel eller naturläkemedel med valproinsyra riskerar att ge sina barn Fetalt valproatsyndrom. Mödrar som dricker alkohol under graviditeten riskerar att ge sina barn Fetalt alkoholsyndrom.

#### Kända faktorer från fadern (före graviditeten)
- Ålder. Äldre fäder har ökad risk att ge avkommor med autism och schizofreni.[12]
- Kost. Fäder behöver en god balans mellan folsyra och vitamin b12 för att kunna producera friska spermier.[13]
- Droger. Kokain kan passera genom faderns kropp, påverka spermierna som går in i ägget och därigenom orsaka missbildningar skada fostret.[14]

#### Kända miljöfaktorer
Ftalater i plastgolv kan öka risken för att generera hormonrubbningar, något som i sin tur kan ge fosterpåverkan under graviditeten.